# Listeria monocytogenes
Listeria monocytogenes is een pathogene, grampositieve staafvormige, niet sporevormende bacterie die de verwekker is van listeriose. Uitbraken van listeriose zijn vaak geassocieerd met voedsel omdat, in tegenstelling tot andere bacteriën, L. monocytogenes in staat is om te groeien bij koelkasttemperaturen. Dit kenmerk, in combinatie met het vermogen tot het vormen van een biofilm, maakt beheersing van deze ziekteverwekker moeilijk voor de voedselverwerkende industrie.
Mogelijke ziektebeelden bij een Listeria-infectie zijn: pneumonie, endocarditis, encefalitis, otitis media en endometritis. Bij personen met een verminderde immuniteit worden ook meningitis en sepsis gezien. Verder wordt er cystevorming gezien in de hersenen, die, afhankelijk van de plaats, voor neurologische problemen kan zorgen. Besmetting met Listeria tijdens de zwangerschap heeft zeer vaak misvormingen, een miskraam of een doodgeboren kind tot gevolg.

## Besmetting en ziekte
L. monocytogenes kan zonder symptomen gedragen worden door mensen en andere zoogdieren. Besmetting gebeurt meestal via voedsel en komt vaker voor in de zomermaanden, wanneer koelkasten minder efficiënt zijn in het koelen van voeding.
Meestal veroorzaakt L. monocytogenes slechts een milde infectie. In sommige gevallen kan de bacterie echter zeer gevaarlijk zijn. Ouderen, kinderen en personen met onderliggende ziekten hebben een hoger risico op besmetting door Listeria.

## Preventie en behandeling
Er bestaat geen vaccin tegen deze bacterie. Bij een besmetting wordt er behandeld met antibiotica.

## Listeriain kaas
Listeria komt regelmatig voor in melk en kan overleven in rauwmelkse zachte kaas. In de Hollandse boerenkaas van het gouda-type overleeft de bacterie dus niet. Zachte kazen die van rauwe melk worden gemaakt, als brie de Meaux, worden ontraden voor zwangeren. Veel kazen in de supermarkt (chevre, Deense, feta etc.) zijn gemaakt van gepasteuriseerde melk en dus meestal veilig. Toch is het voor zwangeren raadzaam deze kazen niet te eten (zie onder). De populaire Roquefort-kaas is van rauwe schapenmelk gemaakt, maar hierin is Listeria nog nooit aangetroffen. In 2009 overleden zes mensen in Oostenrijk en Duitsland als gevolg van het eten van besmette kaas. Op 30 december 2012 haalde de Franse kaasfabrikant Fromagerie de Jussac al haar kazen uit de schappen in België en Nederland. De kaas zou namelijk ook deze bacterie bevatten.
Maar ook gepasteuriseerde melk kan (opnieuw) besmet worden. Op 11 mei 2011 riep de Vlaamse zuivelcoöperatie Belgomilk na overleg met het Federaal Agentschap voor de Veiligheid van de Voedselketen een aantal kazen, vervaardigd van gepasteuriseerde melk, terug vanwege verschillende soorten kaas die mogelijk besmet waren met Listeria.
Op 28 januari 2017 riep supermarkt Lidl drie varianten roomkaas terug omdat in een van deze varianten Listeria was aangetroffen. In augustus 2025 overleden 2 personen in Frankrijk na het eten van besmette kaas
De bacterie wordt verder ook wel eens  aangetroffen in gerookte zalm en niet-gekookte worsten.

## Listeriain vlees
- Op 3 augustus 2014 raakte bekend dat er twaalf mensen overleden waren in Denemarken na het eten van worsten die besmet waren met Listeria.
- Op 15 maart 2016 riep Albert Heijn een serie huismerk filet americain terug omdat deze besmet was met Listeria.
- Op 26 juli 2016 riep supermarkt Delhaize een serie huismerk Italiaanse kipreepjes terug omdat deze besmet was met Listeria.
- Op 20 maart 2017 riep  Jumbo merkloze gesneden snijworst terug omdat deze mogelijk besmet was met Listeria.
- Op 22 november 2017 riep fabrikant Zwanenberg gerookte spekblokjes terug uit diverse supermarkten vanwege Listeria.
- Op 29 december 2017 riep winkelketen Aldi diverse smaken kip terug die besmet waren met Listeria.
- Op 26 juni 2018 riep winkelketen Jumbo Supermarkten satéballetjes terug die besmet waren met Listeria.
- Op 2 april 2019 riep winkelketen Boni hamburgers en diverse soorten gehaktballen terug die besmet waren met Listeria.
- Op 21 augustus 2019 riep Albert Heijn leverworst in plakjes terug die besmet waren met Listeria.
- Op 3 oktober 2019 riep supermarktketen Jumbo meer dan 130 soorten vlees terug in verband met mogelijke besmetting met Listeria.[3] Het vleesverwerkingsbedrijf Offerman - dochterbedrijf van de Belgische moedermaatschappij Ter Beke - riep gesneden vleeswaren terug die in haar fabriek in Aalsmeer gesneden en verpakt werden voor onder meer de klanten Aldi (Nederland en België[4]), Bidfood, Jumbo, Sligro en Versunie.[5] Zo goed als zeker waren er 20 gevallen van besmetting via vleeswaren, waarvan drie hebben geleid tot overlijden en een miskraam.[6][7]
- Op 29 mei 2020 riep supermarktketen Delhaize een huismerk kippensoepballetjes terug omdat deze besmet was met Listeria. [8]
- Op 19 juni 2020 riep Albert Heijn gerookte forelfilet terug die besmet waren met Listeria. [9]
- Op 27 augustus 2020 riep Colruyt geperste kop terug die besmet was met Listeria. [10]
- In januari 2023 riep Jumbo Supermarkten smeerleverworst en leverkaas terug die besmet was met Listeria. [11]
- augustus 2025 werd door twee supermarkten besmette haring terug gehaald [12]